# Galinthiadidae
Famille
Les Galinthiadidae sont une petite famille d'insectes de l'ordre des Mantodea. 

## Répartition
Les genres de cette famille se rencontre dans les zones afrotropicale et paléarctique,.

## Description
Les membres de la famille des Galinthiadidae se distinguent de tous les autres Mantoptères par la combinaison de caractères suivante : 
- ils sont de couleur verte ou verte et blanche avec des ailes colorées ;
- le vertex est concave et sans processus. Les yeux sont coniques avec un tubercule dorsal et se tachent de blanc avec l'âge ;
- les tubercules ocellaires sont longs et subaigus à aigus et fusionnées à la base pour former un processus court portant les ocelles ;
- le pronotum présente une expansion foliacée plus ou moins large. La dilatation supra-coxale est bien marquée mais elle peut être masquée par une expansion foliacée. Le métazona est au moins 1½ fois plus long que prozona. Une oreille cyclopéenne est présente. La plaque supra-anale est triangulaire. les cerques sont cylindriques et plus courts que la moitié de la longueur de l'abdomen ;
- les phallomères sont modérément sclérifiés. Le processus du complexe gauche est séparé. Le phallomère ventral porte rarement un petit lobe basal sur le côté droit. Le processus distal primaire est transloqué sur le côté gauche du phallomère ventral. Le processus distal médian secondaire, aigu à sub-triangulaire, est généralement présent. Le processus distal latéral secondaire est réduit au maximum à un lobe rond. L'apophyse phalloïde est simple, en forme de bouton, et rarement avec un processus subaigu. Le lobe membranaire n'est pas pileux. Le processus apical est sans lobe subapical. La lamelle dorsale du phallomère gauche est sans lobe arrondi le long de la marge gauche mais présente parfois un lobe ventral autour de la base du processus apical ;
- les lobes apicaux des fémurs antérieurs sont sans ou avec une épine très courte. Les fémurs antérieurs portent 4 épines discoïdales et quatre ou cinq épines postéro-ventrales. Une crénulation distincte médio-ventrale est présente entre les épines postéro-ventrales, la zone entre les épines antéro-ventrales et postéro-ventrales étant sétosifiée. La moitié proximale du fémur arbore un sillon griffu. Les épines postéro-ventrales des tibias antérieurs sont légèrement décombantes. Les pattes de marche ont des lobes ventraux et des tibias épaissis ou avec lobes dorsaux et ventraux ;
- les deux sexes sont macroptères. Les ailes sont rouge et noire avec un apex plus ou moins hyalin.

## Systématique
La famille des Galinthiadidae a été décrite en 1919 par l'entomologiste italien Ermanno Giglio-Tos (1865-1928), sous le protonyme Galinthiades.

### Liste des genres
Selon GBIF (14 août 2024), avec leur aire de répartition, : 
- Galinthias Stål, 1877 [Afrotropique et Paléarctique]
- Congoharpax La Greca, 1954 [Afrotropique]
- Pseudoharpax Saussure, 1870 [Afrotropique]
- Harpagomantis Kirby, 1899 [Afrotropique]

### Famille proche
La famille des Galinthiadidae est proche de la famille des Hymenopodidae et les genres la composant étaient précédemment inclus dans cette dernière. Les données moléculaires ainsi que les caractères génitaux soutiennent une position systématique de ces genres en dehors des Hymenopodidae.

### Publication originale
- (it) Ermanno Giglio-Tos, « Saggio di una nuova classificazione dei mantidi », Bullettino della Società Entomologica Italiana, Florence, vol. 49,‎ 1919, p. 50–87 (ISSN 1126-277X, lire en ligne, consulté le 14 août 2024).